# Lost Art-Datenbank
Die Lost Art-Datenbank, im Englischen Lost Art Database, ist die öffentlich zugängliche Datenbank der Stiftung Deutsches Zentrum Kulturgutverluste zur Provenienzerforschung in Magdeburg. Sie enthält Angaben zu Kulturgütern, die infolge des Nationalsozialismus bzw. des Zweiten Weltkrieges verbracht, verlagert oder insbesondere jüdischen Eigentümern verfolgungsbedingt entzogen wurden oder für die auf Grund von Provenienzlücken eine solche Verlustgeschichte nicht ausgeschlossen werden kann. Bis 2015 wurde sie bei der Koordinierungsstelle Magdeburg geführt.
Das Ziel dabei ist, dass mit Hilfe auch dieser Veröffentlichungen frühere Eigentümerinnen und -er bzw. deren Erbinnen mit den derzeitigen Besitzerinnen und -ern zusammengeführt und so beim Finden einer gerechten und fairen Lösung unterstützt werden sollen.

## Funktionsweise
Die Datenbank gliedert sich in Such- und Fundmeldungen. Im Bereich Suchmeldungen sind Kulturgüter verzeichnet, die öffentlichen Einrichtungen oder privaten Personen/Institutionen infolge der nationalsozialistischen Gewaltherrschaft und des Zweiten Weltkrieges verloren gingen und zur weltweiten Suche ausgeschrieben wurden.
Der Bereich der Fundmeldungen verzeichnet Objekte, von denen bekannt ist, dass sie unrechtmäßig entzogen bzw. kriegsbedingt verlagert wurden. Außerdem sind hier Meldungen zu Kulturgütern veröffentlicht, bei denen eine unsichere oder lückenhafte Provenienz auf einen möglicherweise unrechtmäßigen Entzug oder eine kriegsbedingte Verlagerung verweisen können.
Die Veröffentlichung der Meldungen in der Lost Art Internet-Datenbank erfolgt im Auftrag und mit Zustimmung der meldenden Personen und Institutionen. Die Verantwortung für den Inhalt der Meldungen liegt bei diesen juristischen oder natürlichen Personen.
Grundlage von Lost Art sind die 1998 verabschiedeten Washingtoner Prinzipien, zu deren Umsetzung sich Deutschland im Sinne seiner historischen und moralischen Selbstverpflichtung (Gemeinsame Erklärung, 1999) bekannt hat.